# پالرمو (کالیفرنیا)
پالرمو (به انگلیسی: Palermo) یک منطقهٔ مسکونی در ایالات متحده آمریکا است که در شهرستان بیوت، کالیفرنیا واقع شده‌است. پالرمو ۷۵٫۵۶۶ کیلومتر مربع مساحت و ۵٬۳۸۲ نفر جمعیت دارد و ۵۹ متر بالاتر از سطح دریا واقع شده‌است.